# Gámaeatnu
De Gámaeatnu is een bergrivier, die stroomt in de Zweedse  gemeente Kiruna. De rivier is de voorloper van de Abiskorivier. Ze stroomt tussen het kleine meer Gámajaure en het Abiskojaure. De rivier is ongeveer 10 kilometer lang.